# Melissoptila grafi
Melissoptila grafi är en biart som beskrevs av Urban 1998. Melissoptila grafi ingår i släktet Melissoptila och familjen långtungebin. Inga underarter finns listade i Catalogue of Life.